# Trichoferus maculatus
Trichoferus maculatus là một loài bọ cánh cứng trong họ Cerambycidae.